# 遠藤忠 (政治家)
遠藤 忠（えんどう ただし、1940年（昭和15年）10月5日 - ）は、日本の政治家。栃木県矢板市長を3期務めた。旭日小綬章受章。

## 経歴
栃木県立大田原高等学校、宇都宮大学教育学部を卒業後、栃木県立高等学校教諭となる。県教育委員会生涯学習課長、大田原高等学校長などを経て矢板市教育委員会教育長に就任。
2004年（平成16年）3月1日、矢板市長山口公久が同年4月の市長選挙に立候補しないことを表明。翌2日、遠藤は市長選挙に無所属で立候補する意向を明らかにした。同月17日に教育長を退任し、翌18日に市長選挙への立候補を正式に表明。同年4月4日に告示された市長選挙では遠藤の他に立候補の届け出がなく遠藤の無投票での初当選が決まった。同月19日に矢板市役所に初登庁した。
2008年（平成20年）4月6日告示の市長選挙でも遠藤以外の立候補がなく無投票で再選。
2012年（平成24年）4月の市長選挙はみんなの党が推薦候補を立てたため選挙戦となった。遠藤は自民、公明、民主の3党の支援を受け3選を果たす。選挙戦では、みんなの党の推薦候補が行財政改革で市政の変革を主張していたのに対し、遠藤は医療や教育の充実を揚げていた。
2016年（平成28年）4月の市長選挙には立候補せず、同月16日に任期満了により市長を退任した。

## 政策・主張
- 2006年（平成18年）5月17日、矢板市内に競輪場場外車券場設置を計画する民間業者が市に出していた都市計画法に基づく許可申請を市民への影響を考慮し不許可としている[10]。民間業者は市に不許可処分の取り消しと損害賠償を求めて訴訟を起こし、2008年3月には宇都宮地方裁判所が「道路の管理上、拒絶すべき理由がないのに工事を不許可としたのは違法」として民間業者の主張を認める判決を出している[11]。市は控訴したものの、同年10月22日に東京高等裁判所で控訴を棄却され[11]、市は同月27日に上告断念を表明している[12]。また、この民間業者は県と市の反対により車券場着工が遅れたために損害を被ったとして県と市に損害賠償を求める訴訟を2010年（平成22年）6月に宇都宮地方裁判所に起こしたが[13]、2012年12月19日に宇都宮地方裁判所は民間業者の訴えを棄却している[14]。
- 2012年9月3日、福島第一原子力発電所事故に伴い栃木県内で発生した指定廃棄物の最終処分場の候補地に矢板市塩田の国有林を環境省から提示された際には「（市民感情を考えると）受け入れることはできない」と拒否することを表明した[15]。同月13日に行われた矢板市区長会では「オール矢板で反対運動を起こし、阻止していかなければならない」と訴えた[16]。

## 栄典
- 2017年 秋の叙勲で地方自治功労により旭日小綬章を受章[17]